# Bloodshed (canción)
«Bloodshed» es un sencillo de la banda estadounidense Soulfly lanzado a comienzos de agosto de 2013 por medio de la compañía discográfica Nuclear Blast.
Esta canción se estrenó en la BBC Radio 1 el 6 de agosto de 2013. El diseño de portada estuvo a cargo del artista Paul Stottler, quien ya ha trabajado en otras portadas como la del EP Surf Nicaragua de la banda estadounidense Sacred Reich. La producción fue de Terry Date, quien ha trabajado para otras bandas como Deftones, Soundgarden y Pantera, entre otras.
En el video, los integrantes de la banda poseen uniformes de soldados y armas clásicas que son utilizados en la Guerra Civil de los Estados Unidos. Básicamente toca una temática bélica de la Guerra de Secesión, además de la Primera y Segunda Guerra Mundial.

## Personal
Miembros de la banda:
- Max Cavalera - líder, voz
- Marc Rizzo - guitarra
- Tony Campos - bajo
- Zyon Cavalera - batería

Otros miembros
- Terry Date - productor
- Ted Jensen - masterizador
- Sam Hofstedt - ingeniero